# Deserto del Sahara
Il Sahara (AFI: /saˈara/; dall'arabo الصحراء, ṣaḥrāʾ, "deserto") è il più vasto deserto caldo della Terra, con una superficie di 9000000 km², posto nell'Africa settentrionale e attraversato dal Tropico del Cancro (23° 27′ latitudine nord).

## Descrizione

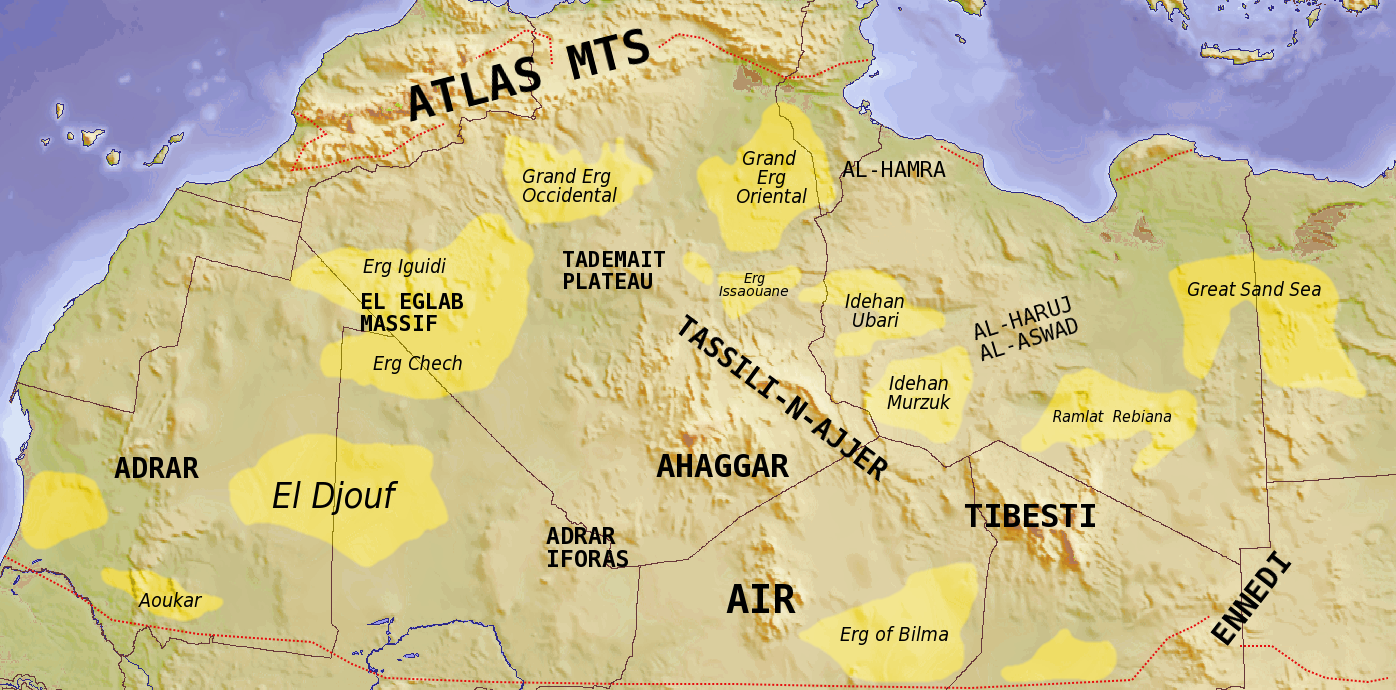
Principali elementi topografici della regione sahariana

Si estende dall'oceano Atlantico al Mar Rosso per una lunghezza di circa 5000 km, con l'unica interruzione della Valle del Nilo, e per una larghezza 1500-2000 km dal Mediterraneo fino alle regioni centrali dell'Africa, dove il passaggio da deserto a savana è a volte assai incerto e stabilito da fattori di ordine climatico.
Il Sahara non ha un aspetto uniforme, si identificano infatti diversi tipi di paesaggio:
- l'hammada, deserto di roccia nuda, liscia, incisa e lavorata dai venti che forma acute e taglienti schegge;
- il serir, o reg, formato da uno strato di ciottoli e ghiaia;
- l'erg, chiamato anche idean, nel Sahara centrale, formato dalle caratteristiche dune di sabbia.

Nel Sahara mancano totalmente corsi d'acqua e quindi l'idrografia è rappresentata da una rete di valli disseccate e di fiumi fossili (arabo widyān, pl. di wādī, "fiume" o "letto del fiume") orientati verso il Niger, il Ciad, e il Nilo, nei quali scorre l'acqua solo in caso di piogge eccezionalmente abbondanti. Ricchissima è invece la circolazione sotterranea alimentata da numerose falde poste a diverse profondità che danno origine alla grande maggioranza delle oasi.

### Ecoregioni

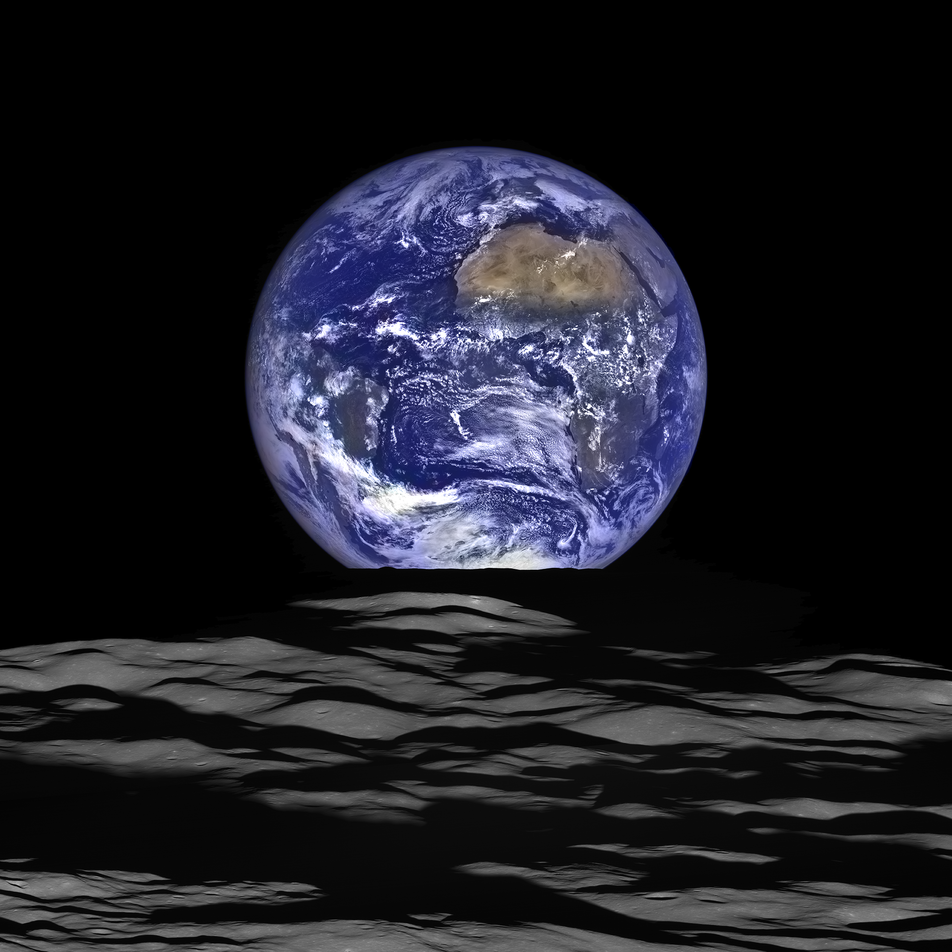
In questa immagine della Terra ripresa dal Lunar Reconnaissance Orbiter il deserto del Sahara è facilmente riconoscibile nella parte in alto a destra del globo.

Il Sahara comprende differenti ecoregioni, ciascuna caratterizzata da differenti condizioni climatiche, con differenti comunità vegetali e animali.
- Deserto costiero atlantico (PA1304[4]): è una sottile striscia che si sviluppa lungo la costa atlantica, dal sud del Marocco, a tutto il Sahara Occidentale e Mauritania, dove la nebbia generata dalla fredda corrente delle Canarie fornisce sufficiente umidità da sostenere una varietà di licheni, piante succulente e piccoli arbusti.
- Steppa e boscaglie del Sahara settentrionale (PA1321[5]): è la fascia settentrionale del deserto, prossima alle ecoregioni mediterranee del Maghreb settentrionale e della Cirenaica. Le piogge invernali sostengono la crescita di una comunità di alberi e arbusti che rappresentano una transizione tra le regioni a clima mediterraneo e il deserto iperarido.

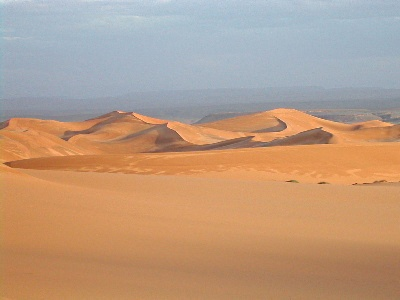
Dune del Sahara

- Deserto del Sahara centrale (PA1327[6]): comprende la parte centrale del Sahara dove le precipitazioni sono minime e sporadiche. La vegetazione è rara, l'ecoregione comprende principalmente dune sabbiose (erg, chech, raoui), altipiani rocciosi (hamadas), deserto roccioso (reg), torrenti asciutti (uadi) e laghi salati.
- Steppa e boscaglie del Sahara meridionale (PA1329[7]): comprende una stretta fascia che si interpone tra il Sahara a nord e le savane del Sahel a sud. Tra luglio e agosto la regione riceve precipitazioni sufficienti a sostenere una savana erbosa e sparuta vegetazione arborea.
- Boscaglie xerofile montane del Tibesti-Jebel Uweinat (PA1331[8]): comprende il massiccio del Tibesti in Ciad e Libia, e il Gebel Auenat al confine tra Egitto, Libia e Sudan. Precipitazioni abbastanza regolari e temperature più fredde consentono la formazione di boscaglie e macchie in cui si trovano palme da dattero, acacie, mirto, oleandri e tamerici.
- Boschi xerofili montani del Sahara occidentale (PA1332[9]): si estende su vari altopiani e massicci montuosi vulcanici della parte occidentale del deserto del Sahara provide tra cui il massiccio dell'Ahaggar e l'altopiano del Tassili n'Ajjer in Algeria, il massiccio dell'Aïr in Niger, il massiccio dell'Adrar in Mauritania e l'Adrar degli Ifoghas in Mali.
- Praterie alofile del Sahara (PA0905[10]): raggruppa alcune località aride e semiaride sparse all'interno del deserto del Sahara caratterizzate dalla presenza di vegetazione alofila; ne fanno parte le depressioni di Qattara e Siwa in Egitto, i laghi salati della Tunisia centrale, Chott Melrhir in Algeria, e diverse altre piccole aree di Algeria, Mauritania e Marocco note come "sebkha" o "chott".
- Praterie inondabili del Sahara (AT0905[11]): è una vasta regione paludosa formata dal Nilo Bianco nel Sudan del Sud nota come Sudd. Forma, assieme alle ecoregioni della savana inondabile del delta interno del Niger-Bani e della savana inondabile del lago Ciad, la regione denominata praterie e savane inondabili del Sudd-Sahel, inclusa nella lista Global 200.
- Boscaglie xerofile montane del Sahara orientale (AT1303[12]): comprende i massicci di Ennedi e Kapka in Ciad e il Jebel Marra in Sudan. L'altitudine e la presenza di acqua fanno prosperare una vegetazione del tutto differente da quella delle aree circostanti, ricca di endemismi regionali.

### Clima
La caratteristica fondamentale del Sahara è la forte siccità: le precipitazioni sono ben al di sotto dei 100 mm annui. Rapidissima è l'evaporazione, fortissimo il riscaldamento diurno e intensa l'irradiazione notturna che provocano ampie escursioni termiche fino a 25-30 °C.
Le temperature diurne raggiungono punte molto alte, nella stagione estiva comprese tra i 45 °C e i 50 °C di media (nelle zone più interne si stima che questi valori possano essere superati, sebbene non ci siano stazioni meteorologiche che possano confermarlo con certezza), mentre le piogge, soprattutto in alcune regioni, mancano del tutto.
Una particolarità del clima del Sahara sono i venti desertici, che prendono vari nomi: ad esempio simùn, harmattan, khamsin, ghibli.
| SAHARA (1970-2013)              | Mesi | Mesi | Mesi | Mesi | Mesi | Mesi | Mesi | Mesi | Mesi | Mesi | Mesi | Mesi | Stagioni | Stagioni | Stagioni | Stagioni | Anno |
| SAHARA (1970-2013)              | Gen  | Feb  | Mar  | Apr  | Mag  | Giu  | Lug  | Ago  | Set  | Ott  | Nov  | Dic  | Inv      | Pri      | Est      | Aut      | Anno |
| ------------------------------- | ---- | ---- | ---- | ---- | ---- | ---- | ---- | ---- | ---- | ---- | ---- | ---- | -------- | -------- | -------- | -------- | ---- |
| T. max. media (°C)              | 24   | 27   | 30   | 33   | 36   | 41   | 45   | 44   | 40   | 35   | 30   | 26   | 25,7     | 33       | 43,3     | 35       | 34,3 |
| T. min. media (°C)              | 10   | 12   | 13   | 15   | 16   | 18   | 20   | 20   | 17   | 15   | 13   | 11   | 11       | 14,7     | 19,3     | 15       | 15   |
| Giorni di calura (Tmax ≥ 30 °C) | 1    | 7    | 15   | 20   | 26   | 30   | 31   | 31   | 30   | 27   | 13   | 2    | 10       | 61       | 92       | 70       | 233  |
| Nuvolosità (okta al giorno)     | 1,8  | 1,4  | 1,0  | 0,7  | 0,3  | 0,1  | 0,0  | 0,0  | 0,0  | 0,4  | 0,9  | 1,5  | 1,6      | 0,7      | 0,0      | 0,4      | 0,7  |
| Precipitazioni (mm)             | 19   | 14   | 10   | 6    | 3    | 2    | 0    | 1    | 4    | 10   | 15   | 19   | 52       | 19       | 3        | 29       | 103  |
| Giorni di pioggia               | 4    | 3    | 2    | 2    | 1    | 0    | 0    | 0    | 1    | 2    | 3    | 4    | 11       | 5        | 0        | 6        | 22   |

### Neve e gelo
Il 18 febbraio del 1979 per mezz'ora il Sahara vide la neve. Il 17 e il 18 gennaio 2012 il Sahara vide di nuovo la neve, in Algeria (zona di Mecheria), seppur con accumuli scarsi (6 mm a quote superiori a 1000 m). La nevicata più recente si è avuta nel pomeriggio del 19 dicembre 2016, sulle alture della città algerina di Ain Sefra. Le gelate sono possibili d'inverno, a causa delle fortissime escursioni termiche tra notte e giorno.

### Le polveri sahariane
Il trasferimento di materiale desertico verso l'Europa è uno dei fenomeni più caratteristici del Sahara, e produce effetti facilmente constatabili, come ad esempio la presenza di sabbia in un vento di scirocco oppure le piogge "rosse" o infine l'apporto di elementi come il ferro e il fosforo che inducono la crescita di alghe marine, e persino in grado di apportare alterazioni nell'ambiente.

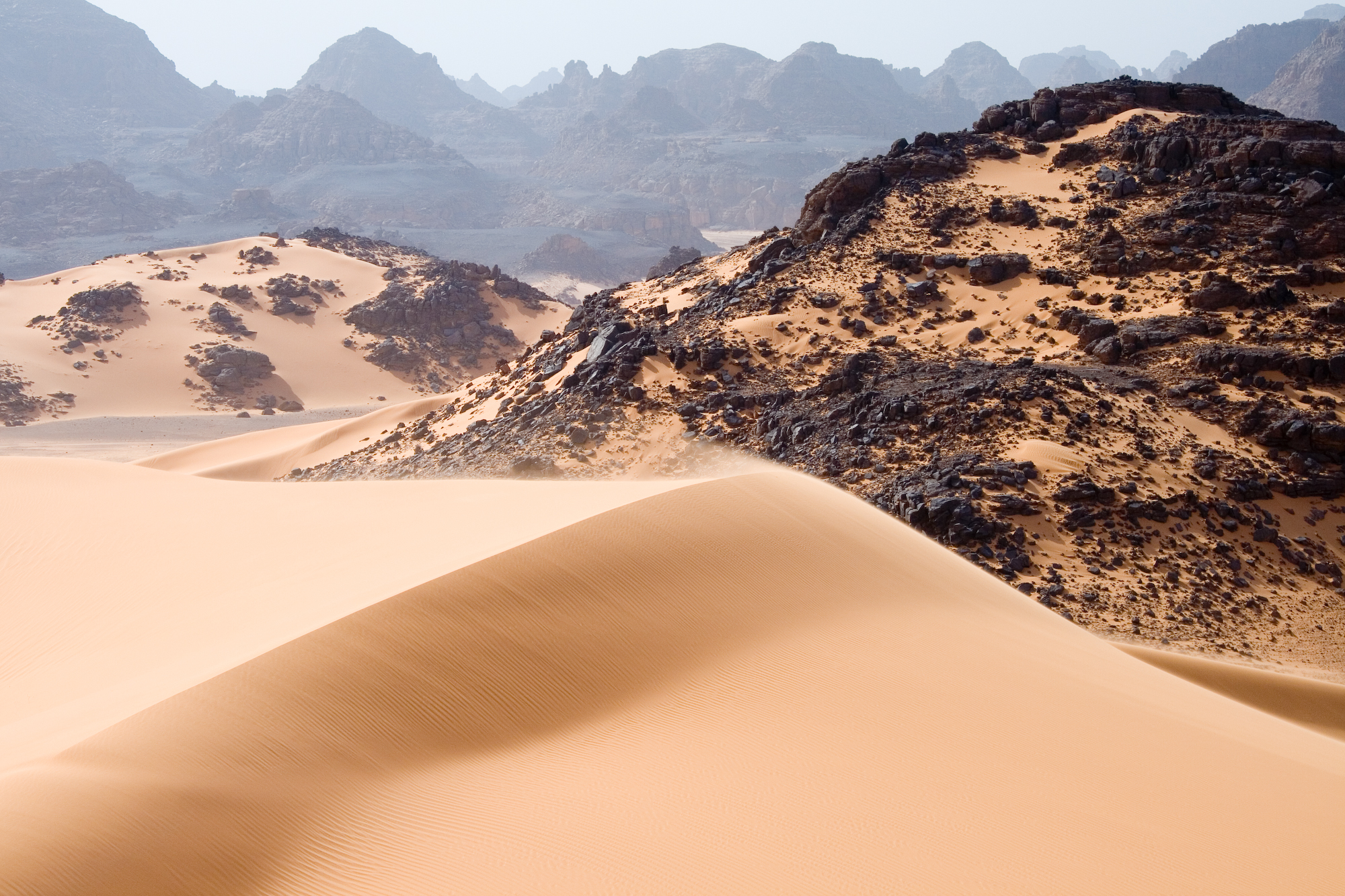
Dune in movimento nel Tadrart Acacus

Già nell'antichità Aristotele osservò la presenza, nel vento del Sud, di grande quantità di terra (Meteorologia, 358a, 28 ss.), mentre in epoca moderna il primo caso ben documentato fu la cosiddetta "pioggia di sangue", accaduta nel 1901 e che coinvolse anche il territorio della Germania settentrionale.

L'intera Europa è interessata dal fenomeno, che si spinge ben oltre i paesi mediterranei, per raggiungere anche quelli scandinavi.
Le cause del trasporto di polvere verso l'Europa sono fondamentalmente due: una è diretta e avviene a causa di una bassa pressione sulla Spagna e sulla Francia che spinge l'aria calda e secca dal Nordafrica verso il Mediterraneo; talvolta questa corrente di aria viene sollevata al di sopra di quella mediterranea, più fredda, e riesce in questo modo a raggiungere distanze lontane, fino all'Europa del Nord; il trasferimento indiretto avviene quando in un primo tempo la sabbia viene deviata verso est a causa di una depressione o verso ovest a causa di un anticiclone, e in un secondo tempo ritorna verso il centro del Mediterraneo.
Il fenomeno delle "polveri sahariane" è un campanello di allarme sull'incidenza negativa, anche dell'uomo, sull'ambiente e sul clima, dato che si ipotizza che il 50% delle polveri provenga da territori "alterati" a causa dell'erosione, dello sfruttamento e della deforestazione.

## Ambiente

### Flora

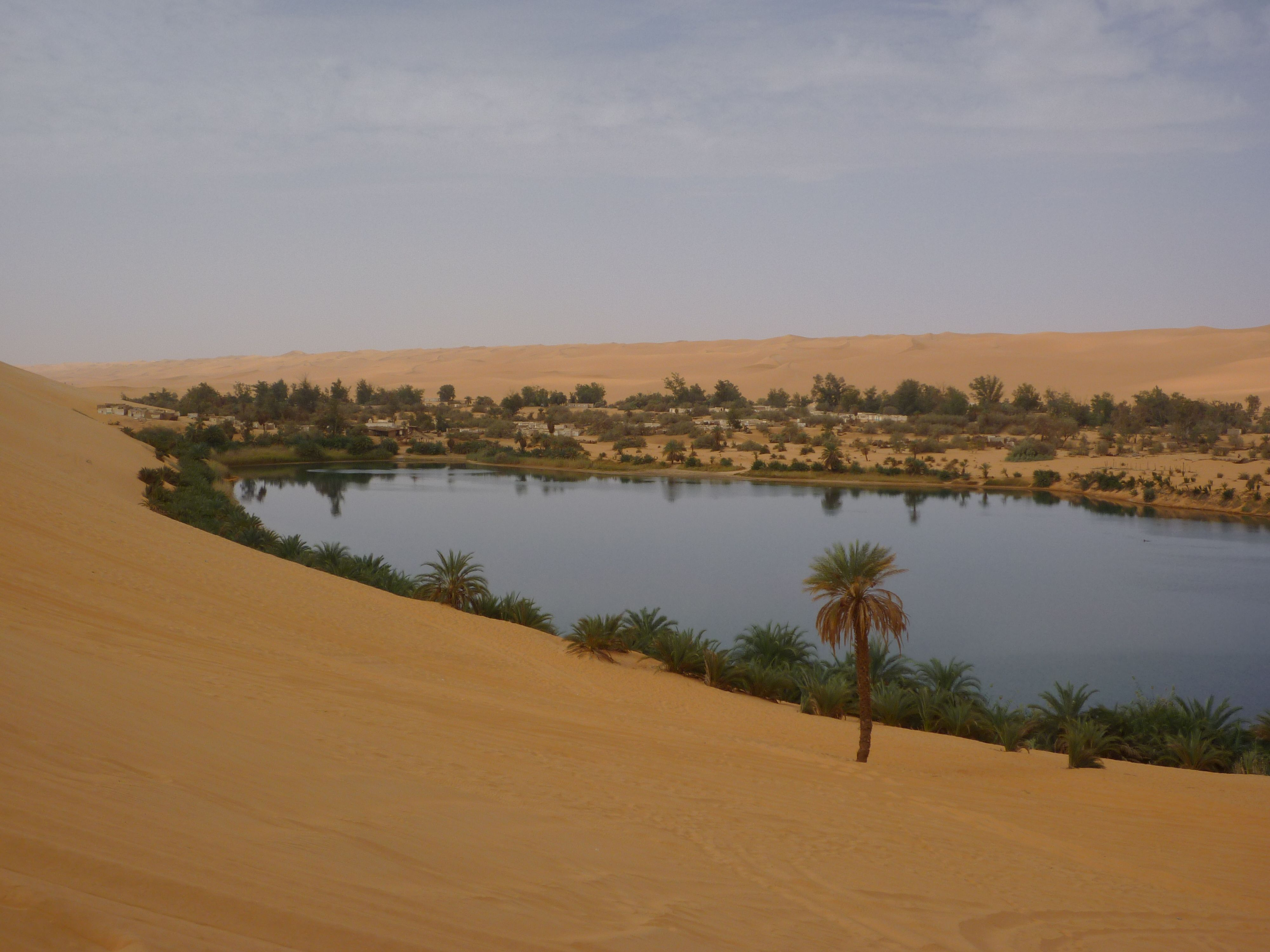
Oasi in Libia.

La flora del Sahara, all'interno di ciascuna ecoregione, non è molto varia; ci sono però differenze importanti tra un'ecoregione e l'altra, in alcune la vita vegetale manca completamente, in altre è limitata alle poche specie che si sono adattate a sopportare il clima locale. La fascia meridionale è ricoperta da savane, quella settentrionale da steppa mediterranea.
Numerose, fra le piante, le artemisie, le chenopodiacee (salsolacee) e qualche graminacea (stipa) e soprattutto cespugli xerofili (Ziziphus, Pistacia, Tamarix, Retama, Calligonum, Acacia, Rhus).
Una voce a parte meritano le oasi in cui crescono palme da dattero e vengono coltivati agrumi, miglio, ortaggi, orzo, frutta, erbe aromatiche.

### Fauna

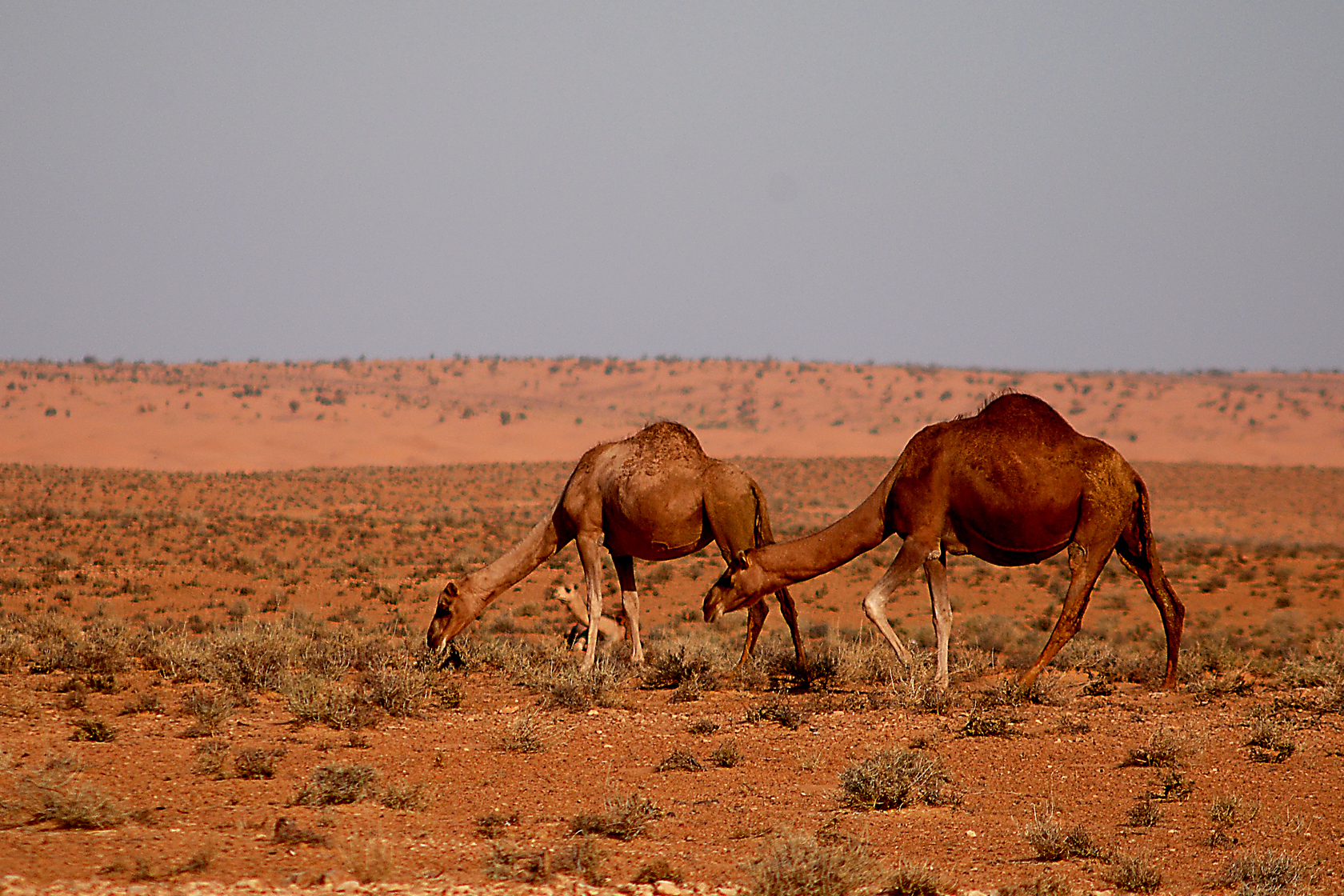
Dromedari che brucano nel deserto

Per quanto riguarda in particolare la fauna, molte sono le specie di invertebrati, spesso endemiche, soprattutto tra gli aracnidi, come scorpioni e solifugi, tra i crostacei isopodi e tra gli insetti, in particolare coleotteri tenebrionidi.
Anche tra i mammiferi vi sono numerose specie sahariane, tra cui la procavia (Procavia capensis), e soprattutto roditori molto specializzati, come il topo delle piramidi (Jaculus jaculus), o alcuni gundi (Ctenodactylus gundi, Massoutiera mzabi), ma le più vistose vanno cercate tra i carnivori e gli ungulati. Tra i primi vi sono ben tre specie di volpe, il fennec (Vulpes zerda), la volpe di Rüppell (V. rueppellii) e la volpe pallida (V. pallida), ma anche felidi come il caracal (Caracal caracal) e ienidi come la iena striata (Hyaena hyaena). Tra i secondi alcune gazzelle sono tipicamente sahariane, come la gazzella dorcade (Gazella dorcas), la dama (Nanger dama), quella di Cuvier (G. cuvieri) e quella bianca (G. leptoceros), ma anche altri bovidi come l'addax (Addax nasomaculatus), l'orice dalle corna a sciabola (Oryx dammah) o l'ammotrago (Ammotragus lervia), tutti resistentissimi alla scarsezza d'acqua e alla poca vegetazione erbacea, così come il dromedario (Camelus dromedarius), specie ormai esistente solo allo stato domestico.
Anche tra i vertebrati vi sono però molte specie adattate a questo ambiente così estremo. Poche specie di pesci, come il barbo del deserto (Enteromius deserti), vivono nelle oasi e rappresentano dei relitti biogeografici di un popolamento saheliano, ormai quasi scomparso. Lo stesso vale, tra i rettili, per il coccodrillo del Nilo (Crocodylus niloticus), ormai quasi estinto anche a causa dell'uomo, ma che sopravvive in poche oasi sahariane. Altri rettili sono tipici di queste aride regioni: il cobra egiziano (Naja haje), o il cobra a collo nero (Naja nigricollis), le temibili vipere del deserto (Cerastes cerastes e C. vipera), o tra i sauri l'uromastice africano (Uromastyx acanthinura) e quello egiziano (U. aegyptia), o il varano del deserto (Varanus griseus).

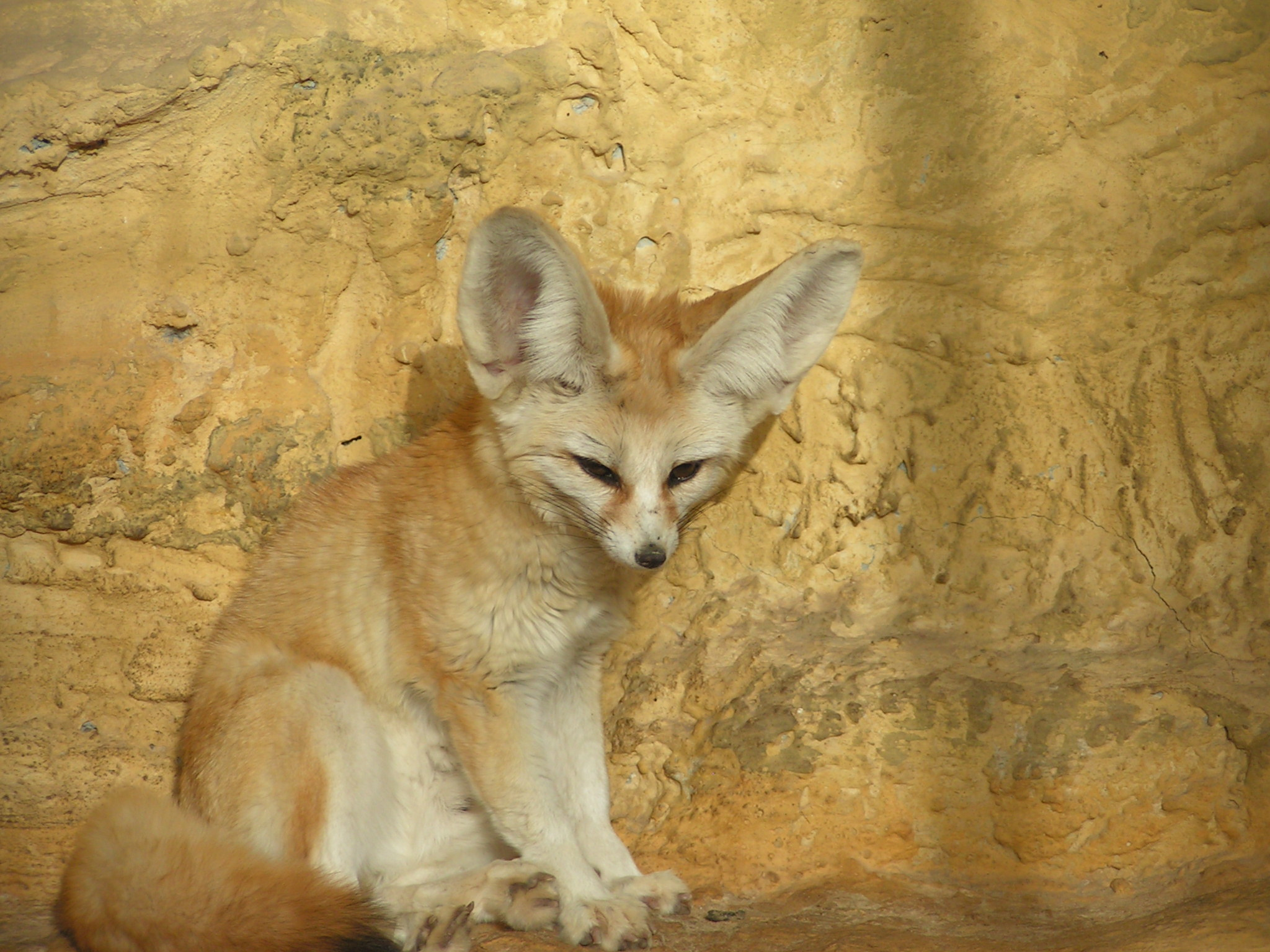
Un fennec o "volpe del deserto"

Tra gli uccelli alcune specie sono strettamente legate a questo ambiente. Il lanario (Falco biarmicus) è un falcone tipico delle formazioni aride dove si nutre dei molti piccoli passeriformi e sauri presenti ed è utilizzato dai berberi per la falconeria. La pernice delle sabbie (Ammoperdix heyi) è diffusa in Egitto e Sinai, mentre più ampia distribuzione hanno il corrione biondo (Cursorius cursor) e la grande ubara (Chlamydotis undulata). Molte specie sahariane appartengono al genere Oenanthe, che comprende monachelle e culbianchi, come l'O. deserti, e ben diffusi sono anche l'occhione (Burhinus oedicnemus) e l'occhione assimile (B. senegalensis). Assai numerosi sono inoltre gli alaudidi, tra cui vale ricordare la grande allodola del Dupont (Chersophilus duponti), o le specie della famiglia Pteroclidae, tra cui il grandule comune (Pterocles alchata), quello del Senegal (P. senegallus) e la ganga unibande (P. orientalis). Legato alle oasi e più antropofilo come i passeri nostrani, è invece il passero del Sahara (Passer simplex).

## Popolazione

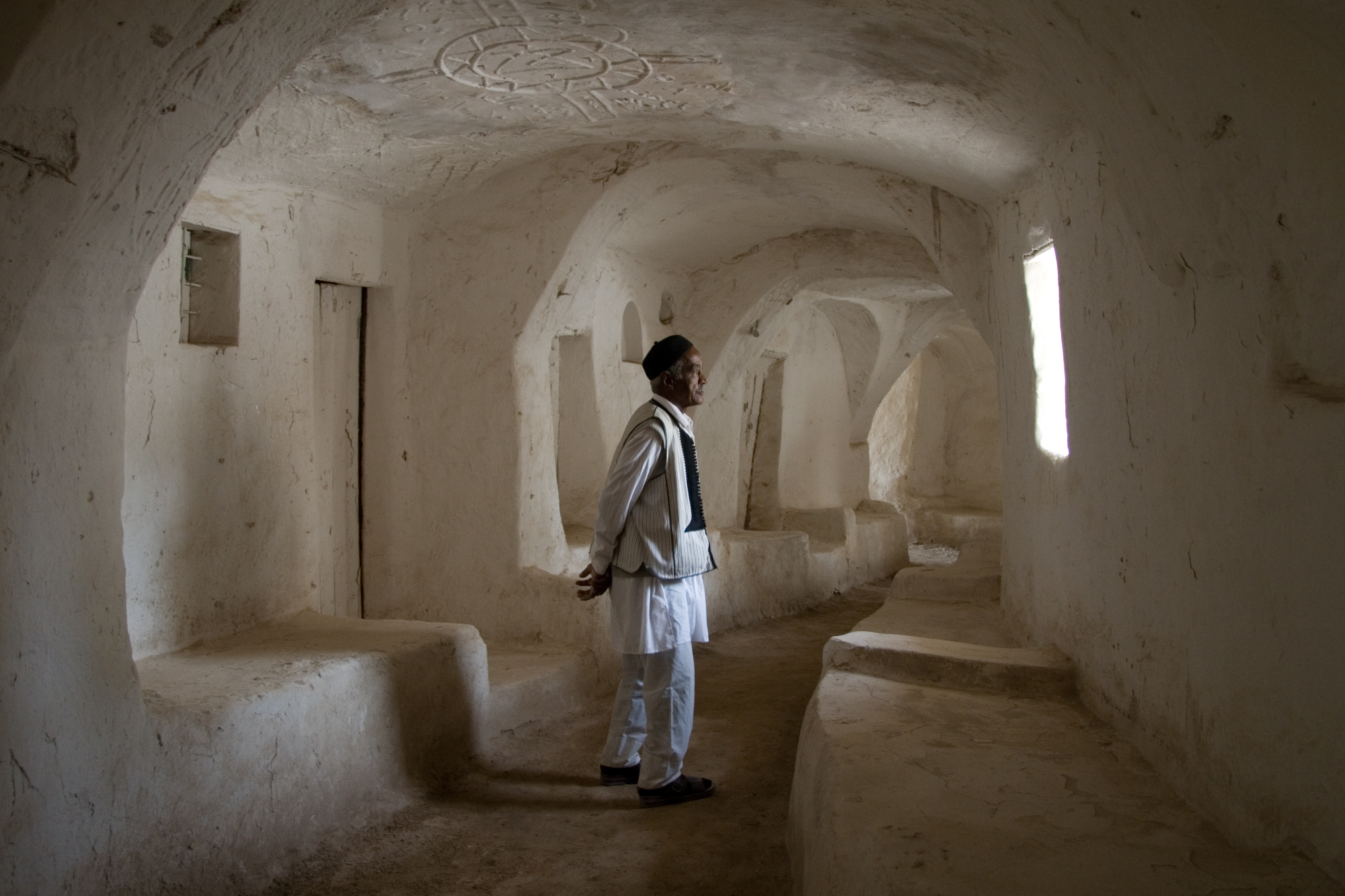
L'antica città di Gadames in Libia è progettata per combattere le terribili temperature del Sahara. Le case sono costruite in fango, calce e tronchi di palma con passaggi coperti tra loro per offrire un buon riparo contro il calore estivo.

Da un punto di vista etnico, il Sahara rappresenta la zona di separazione tra l'etnia bianca dell'area mediterranea e quella nera dell'Africa subsahariana, che tuttavia, con continue correnti migratorie, si sono spesso fuse fra loro.
Popoli caratteristici del Sahara sono i Tebu, assai ridotti numericamente e stanziati nel Sahara centrale, dall'oasi di Cufra fino al Tibesti, e i Tuareg, nomadi, dell'Algeria meridionale e del Fezzan libico. Nelle oasi settentrionali vivono Berberi e Arabo-Berberi sedentari e in quelle meridionali anche gruppi di Sudanesi.
La densità della popolazione del Sahara è molto varia e mentre vastissime aree sono disabitate, nelle oasi si raggiungono i massimi valori. La religione prevalente è quella islamica.

## Economia
La scoperta nel sottosuolo del Sahara di ingenti ricchezze minerarie ha cambiato radicalmente l'economia dei paesi sahariani.
I principali prodotti sono: minerali di fosfati, ferro e rame nel Sahara occidentale, giacimenti petroliferi e metaniferi nel Sahara centrale, e infine, cromo, manganese, platino, diamanti e sodio.
La scoperta di idrocarburi ha portato alla costruzione di numerosi oleodotti per il loro trasporto fino ai centri di raffinazione e di imbarco, ponendo al fianco dei tradizionali prodotti dell'agricoltura (datteri) e della pastorizia (pelli) quelli del sottosuolo.
I trasporti attraverso il deserto un tempo erano molto ardui e faticosi, affidati alle sole carovane che portavano, ai paesi mediterranei, prodotti ricercatissimi provenienti dall'Africa centrale (avorio, penne di struzzo), sono ora risolti grazie alle linee aeree, mentre poco sviluppate sono le comunicazioni terrestri (ferroviarie e stradali) che seguono le antiche vie commerciali delle rotte carovaniere.

## Preistoria e arte rupestre

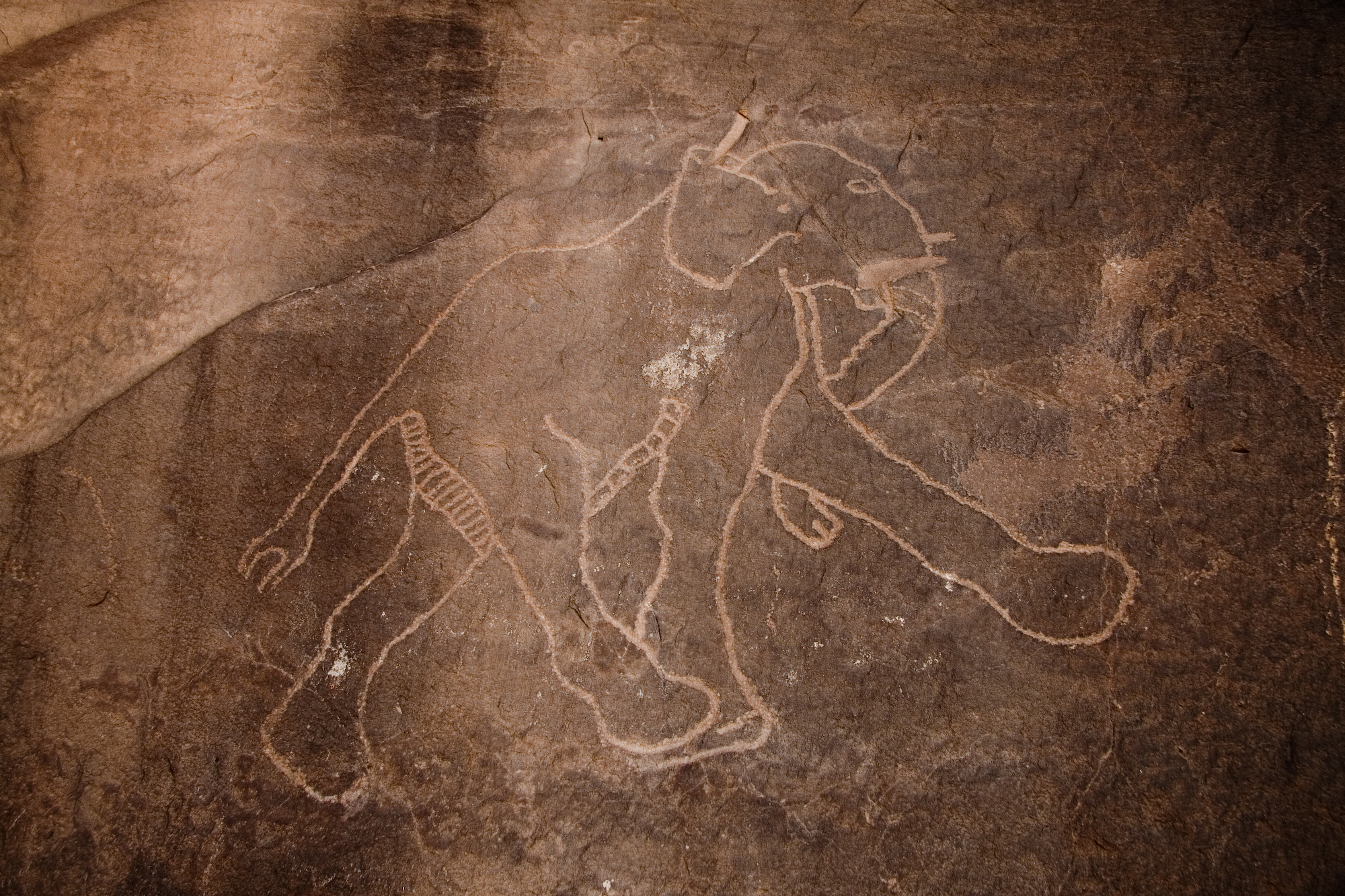
Incisione rupestre nella regione libica del Tadrart Acacus.

Il Sahara fu abitato fin dalla preistoria come dimostrano i resti di industria litica del Paleolitico, Neolitico, Pleistocene, Olocene e persino del periodo acheuleano, anche se il tipo di industria predominante appartiene al periodo ateriano.
Numerose sono le pitture e le incisioni rupestri che danno un'interessante testimonianza sulla fauna e sulle genti che un tempo abitarono il deserto. Il nascere della pittura rupestre si può collocare nel Neolitico e si può distinguere in due fasi, l'una pre-camelica (anteriore all'introduzione del dromedario), naturalistica e assai raffinata, l'altra di epoca camelina schematica e scadente.
Anticamente, il Sahara non era un deserto: circa 30 000 anni fa, le sue montagne erano coperte di rigogliose foreste, la sua fauna era molto ricca, e i popoli che vi abitavano si dedicavano alla caccia e all'allevamento del bestiame.
Tra i soggetti rappresentati si notano spesso animali tipici della fauna tropicale (antilopi, bovini, dromedari, elefanti, ippopotamo e quindi corsi d'acqua) da cui si deduce che anticamente il Sahara ebbe un clima diverso. Le migliori iscrizioni si trovano a Zenaga (Grande Atlante) e presso l'uadi Geràt (Tassili n'Ajjer), nel Tibesti, nel Tassili e nell'Ahaggar (Hoggar).
Gli uomini sono rappresentati con la testa rotonda, e vennero quindi chiamati "marziani"; esiste anche una figura umana alta più di tre metri: un dio.
Fra le pitture rupestri del Sahara si sono scoperte le più antiche rappresentazioni oggi note di funghi allucinogeni, allora molto probabilmente assunti dalle popolazioni locali in rituali sacri.

## Storia
Da carotaggi effettuati nell'Atlantico africano si è constatato che le polveri sabbiose del deserto depositate dai venti costanti evidenziano che non esistono reperti sabbiosi prima di tre milioni di anni prima del presente, ciò prova che la zona desertica sahariana non esisteva prima di tre milioni di anni fa e precedentemente era un'area forestale tropicale. Gli stessi carotaggi marini dimostrano che circa 11700 anni fa la zona desertica ha trascorso un periodo di fertilità.
Il clima del Sahara ha subito enormi variazioni tra umido e secco negli ultimi 100.000 anni. Ciò è dovuto a un ciclo di 41.000 anni in cui l'inclinazione della terra cambia tra 22° e 24,5°. Allo stato attuale (XXI secolo), siamo in un periodo secco, ma si prevede che il Sahara diventerà di nuovo verde tra 15.000 anni (17000 d.C.).
Durante l'ultimo periodo glaciale, il Sahara era ancora più grande di quello che è oggi, estendendosi a sud oltre i suoi confini attuali. La fine del periodo glaciale ha portato più pioggia nel Sahara, dal Dryas recente risalente circa a 12800 anni prima del presente fino al 6000 a.C., probabilmente a causa delle aree di bassa pressione sopra le lastre di ghiaccio in rottura a nord. Si instaurò così l'ultimo periodo umido africano.
Scomparse le ultime lastre di ghiaccio il Sahara ha iniziato ad asciugarsi al nord, mentre nel sud il fenomeno è stato contrastato dai monsoni, che spingevano le piogge più a nord di quanto non avvenga oggi. Solo verso il 4200 a.C., con il ritiro a sud del monsone, la situazione è diventata progressivamente quella attuale.
Segnali recenti indicano che il Sahara e le regioni circostanti si stanno "rinverdendo" a causa di un aumento delle precipitazioni. Immagini satellitari mostrano un vasto "rinverdimento" del Sahel tra il 1982 e il 2002 e l'aumento delle aree di pascolo è stato osservato dallo scienziato del clima Stefan Kröpelin.